# Хамса (амулет)

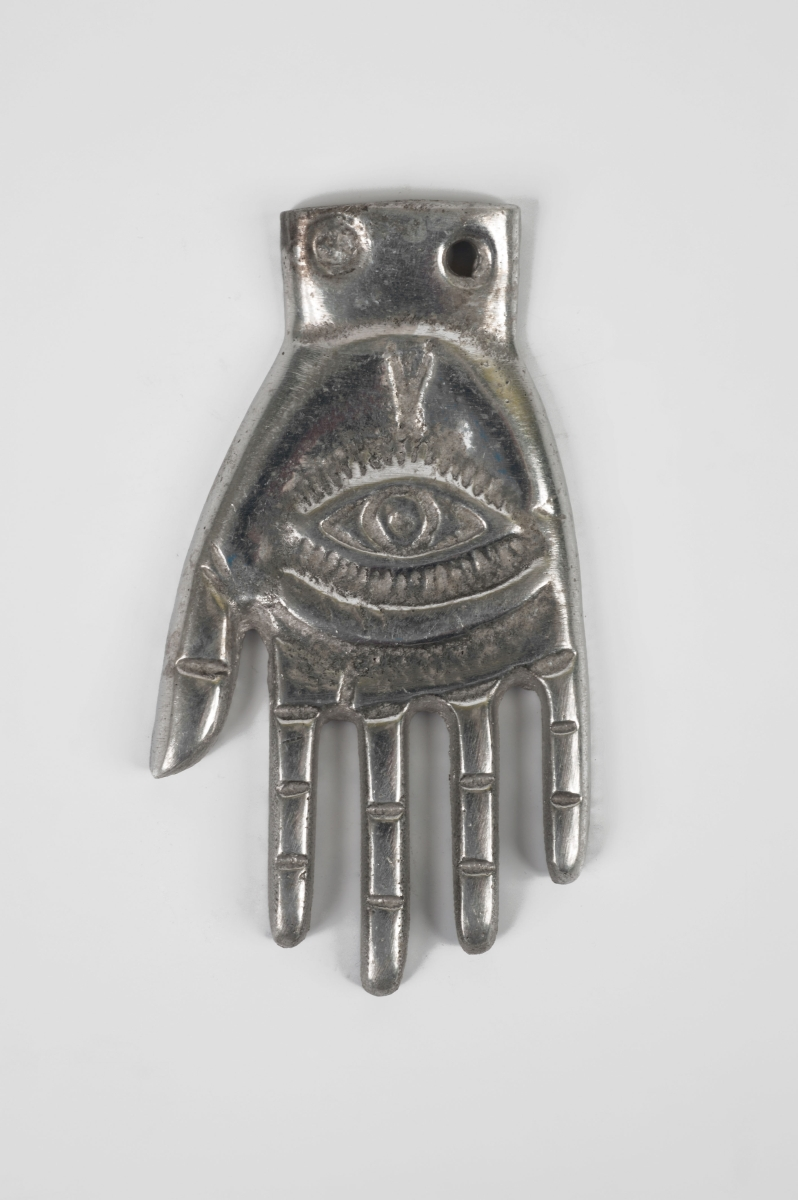
Хамса из Алеппо (Сирия). XX век. Национальный музей мировых культур

Ха́мса (араб. خمسة‎ [xæmsæ] — «пять» в значении «пятерня») — ближневосточный защитный амулет в форме открытой ладони с пятью пальцами. Мусульмане также называют этот символ «рука Фатимы», а иудеи — «рука Мириам».
Как правило, хамса бывает симметричной, с большими пальцами с двух сторон, а не копирует анатомическую форму ладони. Исламская хамса содержит образ глаза, а иудейская — звезду Давида или букву хе.

## Происхождение
Археологические данные свидетельствуют о том, что направленная вниз хамса использовалась в регионе как защитный амулет ещё до его использования приверженцами монотеистических религий. Универсальный знак защиты, образ открытой правой ладони виден ещё в месопотамских амулетах «рука Инанны» (или «рука Иштар»), амулете Mano Pantea, мудре Будды, учения и защиты (Дхармачакра-мудра).
Другие символы божественной защиты, основанные на изображении руки, включают руку Венеры (или Афродиты) и руку Марии, которые использовались для защиты женщин от дурного глаза, повышения рождаемости, лактации, обеспечения здоровой беременности, укрепления слабого организма.

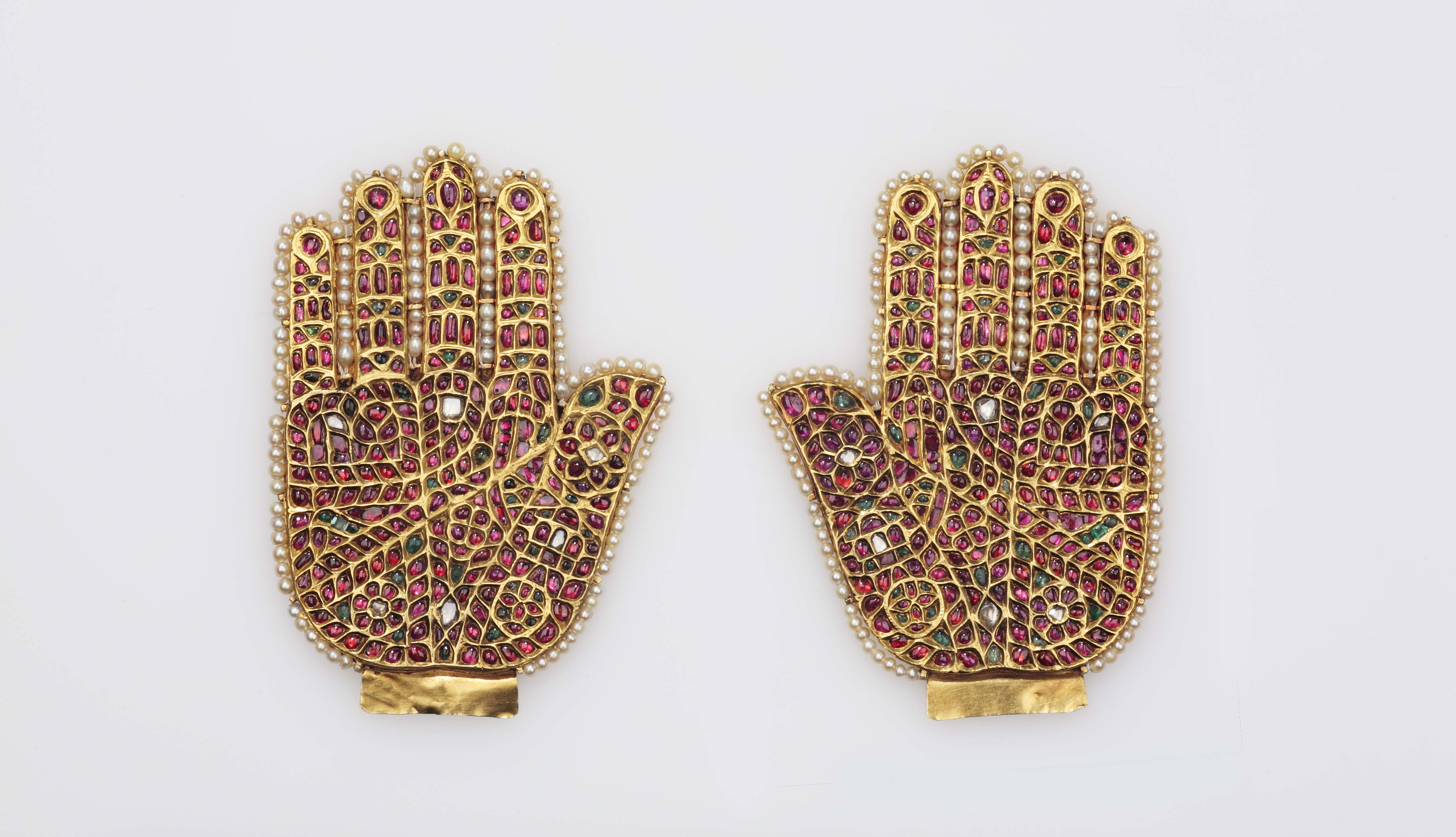
Индия. XVIII/XIX век. Собрание Халили

Возможно, существует связь хамсы и Mano Pantea — амулета, известного древним египтянам как «два пальца». В этом амулете два пальца символизируют Исиду и Осириса, а большой палец — это их ребёнок Гор. «Два пальца» использовались для вызова духов родителей с целью защиты ребёнка.
Другая теория находит следы происхождения хамсы в Карфагене (Финикия), где рука верховного божества Танит использовалась от дурного глаза.
По словам Бруно Барбатти, в то время этот мотив являлся самым важным знаком апотропической магии в исламском мире, хотя многие образцы показывают связь с эротической символикой.
За пределами ближневосточного региона символ хамсы встречается в Индии, где в джайнизме он означает ненасилие.

## Хамса в исламе

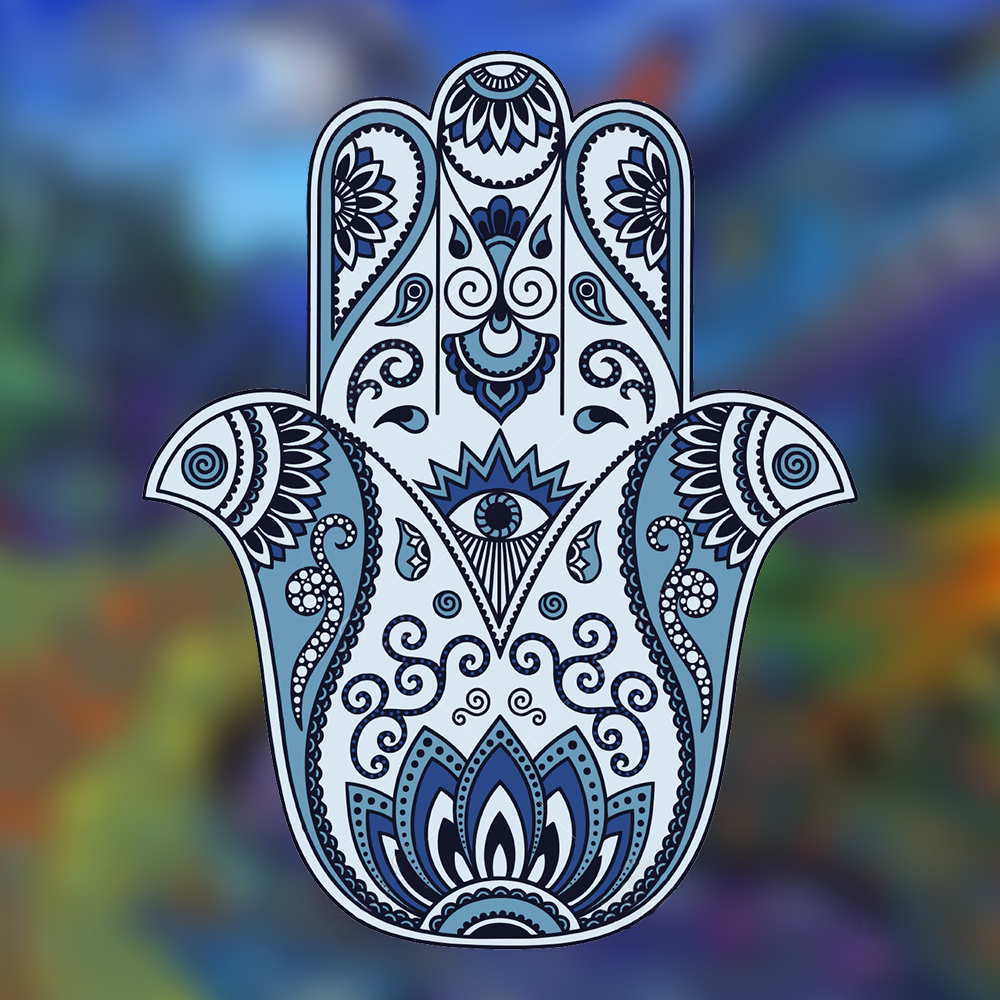
«Рука Фатимы». XX век

В исламе пять пальцев на руке означает семейство пророка Мухаммеда: Пророк Мухаммед, Фатима Захра, Имам Али, Имам Хусейн, Имам Хасан. Также амулет хамса символизирует пять столпов ислама: вера, пост, хадж, молитва, благотворительность. Второе название талисмана связано с легендой о дочери пророка Мухаммада Фатиме, которая начала перемешивать кипящую халву ладонью, узнав, что её муж Али привёл в дом новую жену. Эта легенда не соответствует историческим фактам, так как Али женился на других женщинах только после смерти Фатимы. У суннитов хамса и любые другие амулеты считаются ширком.
В Испании, после окончания исламского правления, хамсу использовали достаточно широко до тех пор, пока Епископальный комитет, созванный императором Карлом V в 1526 году, не издал указ, вводящий запрет на Руку Фатимы, а также все амулеты в виде открытой правой руки.
Хамса популярна среди берберов, и ввиду её значимости для берберской и арабской культур она вошла в состав герба Алжира.

## Иудейская хамса

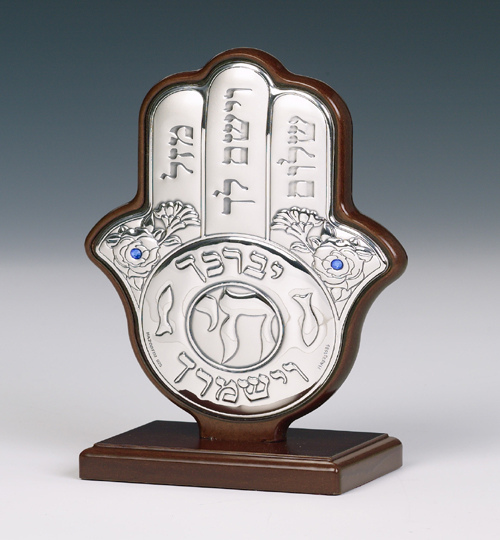
Иудейская хамса с благословением, парафраз

Путь хамсы в еврейской культуре и её популярность, особенно в еврейских общинах сефардов и мизрахим, можно проследить благодаря её использованию в исламе. Хамса была принята и используется евреями, живущими в исламском мире. В иудаизме хамса также известна как йад ха-хамеш («рука пяти») или «рука Мириам», по имени Мириам — сестры Моисея и Аарона. Хамсу также связывают с пятью книгами Торы.
Хамсу используют как защитный амулет против сглаза, в восточных общинах вешали в доме для защиты новорождённого и матери от злых духов, в первую очередь — от похищающей новорожденных демоницы по имени Броша. Её можно найти у входа в дом, в машине, на брелоках, браслетах и в виде кулонов. Изображение хамсы — распространённый мотив в искусстве восточных евреев, вплоть до использования для украшения ханукии. Часто в центр хамсы помещают другие символы, защищающие от сглаза, — изображение рыб, глаз или звезду Давида. Считается, что синий, а особенно голубой цвет также защищает от дурного глаза, поэтому часто встречаются хамсы именно этих цветов или украшенные полудрагоценными камнями разных оттенков от синего до бирюзового. У евреев хамсы часто украшают молитвами для защиты, такими как Шма, Биркат ха-баит («Благословение жилища»), Тфилат ха-дерех («Молитва путешествующих») или другие благословения, взятые из иудаизма.